# Velika Raven
Velika Raven je naselje v Občini Vojnik.

## Prebivalstvo
Etnična sestava 1991:
- Slovenci: 42 (97,7 %)
- Hrvati: 1 (2,3 %)